# فلیکس هاسدرف
فلیکس هاوسدرف (آلمانی: Felix Hausdorff; ۸ نوامبر ۱۸۶۸ – ۲۶ ژانویهٔ ۱۹۴۲) توپولوژی‌دانِ آلمانی بود.